# Sinifiering
Sinifiering är det språkliga eller kulturella anammandet av Kinas språk och kultur. Termen används för att beskriva assimilationen av andra folkslag i Kina till den kinesiska identiteten.

## Källa
- Rawski, Evelyn S., Presidential Address: Reenvisioning the Qing: The Significance of the Qing Period in Chinese History. Journal of Asian Studies, 1996. 55(4): p. 829-850.